# 김태환 (컬링 선수)
김태환(1990년 2월 20일~)은 대한민국의 컬링 선수이다. 강원도청 소속으로 활동하고 있다.